# Christopher Dorst
Pour les articles homonymes, voir Dorst (homonymie).
Christopher Dorst, né le 5 juin 1956, est un joueur de water-polo américain. 

## Biographie
Christopher Dorst fait partie de l'équipe des États-Unis de water-polo masculin ayant remporté les Jeux panaméricains de 1979 et de la sélection médaillée d'argent aux Jeux olympiques d'été de 1984 à Los Angeles.
Il est l'époux de la nageuse Marybeth Linzmeier (en).